# 浙江大学中国西部发展研究院
浙江大学中国西部发展研究院是国务院西部开发领导小组办公室和浙江大学共建的一个独立研究院，于2006年10月29日成立。院址位于浙江大学紫金港校区中国西部发展研究院大楼14-15楼。原国家发改委副秘书长兼政策研究室主任和新闻发言人、原国务院西部地区开发领导小组办公室副主任曹玉书担任院长。

## 宗旨与目标
办院宗旨为「坚持高层次、开放式、前瞻性的发展方向，整合各种优势，凝聚优秀人才，围绕西部大开发的全局性、综合性、战略性的重大问题开展理论和应用研究、政策咨询、科技服务、人才培训、国际交流与合作等活动，成为一个促进东西部地区互动合作、共同发展的重要研究交流和人才培养基地。」 
发展目标为「努力建设成为支持西部大开发的科学研究基地、科技服务基地、人才培养和培训基地、国际合作与交流基地，成为沟通东中西学术思想的桥梁，各级政府决策的智囊，具有国内外重要影响的研究机构。」